# Gubernia Nikolaev
Gubernia Nikolaev (în rusă Николаевская губерния, în ucraineană Миколаївська губернія) a fost o gubernie istorică a Imperiului Rus, care a existat între 1802–1803 și apoi între 1920–1922.

## Istoric

### Prima perioadă: 1802—1803
Gubernia a fost înființată la data de 8 octombrie 1920 printr-un ukaz al țarului Alexandru I al Rusiei. Ea a fost formată din părți ale Guberniei Novorossia și era compusă din 4 județe: județul Elizavetgrad, județul Oliviopol, județul Herson și județul Tiraspol. La 15 mai 1803 printr-un ukaz al aceluiași Alexandru I, centrul administrativ a fost mutat la Herson și gubernia a fost redenumită și reorganizată în Gubernia Herson.

### A doua perioadă: 1920—1922
În mai 1919 Gubernia Herson a fost divizată în Gubernia Odesa și Gubernia Herson. Divizarea a fost confirmată printr-un decret al VseUkrRevKom din 28 ianuarie 1920.
La 13 martie (conform altor surse: 16 aprilie) 1920, Gubernia Herson a fost redenumită în Gubernia Nikolaev, centrul administrativ fiind transferat la Nikolaev (Mîkolaiv). Gubernia a fost împărțită în 4 județe: județul Nipru, județul Elizavetgrad, județul Nikolaev și județul Herson.
La 21 octombrie 1922 gubernia a fost lichidată și inclusă în componența Guberniei Odesa.